# My Summer Car
My Summer Car (с англ. — «Моя летняя машина») — компьютерная игра в жанре симулятора автомеханика и выживания с открытым миром, разработанная финским разработчиком Йоханнесом Ройолой (он же Toplessgun или RoyalJohnLove) из Amistech Games. Игра была выпущена в раннем доступе Steam 24 октября 2016 года. Полноценный релиз игры состоялся 8 января 2025 года.

## Сюжет

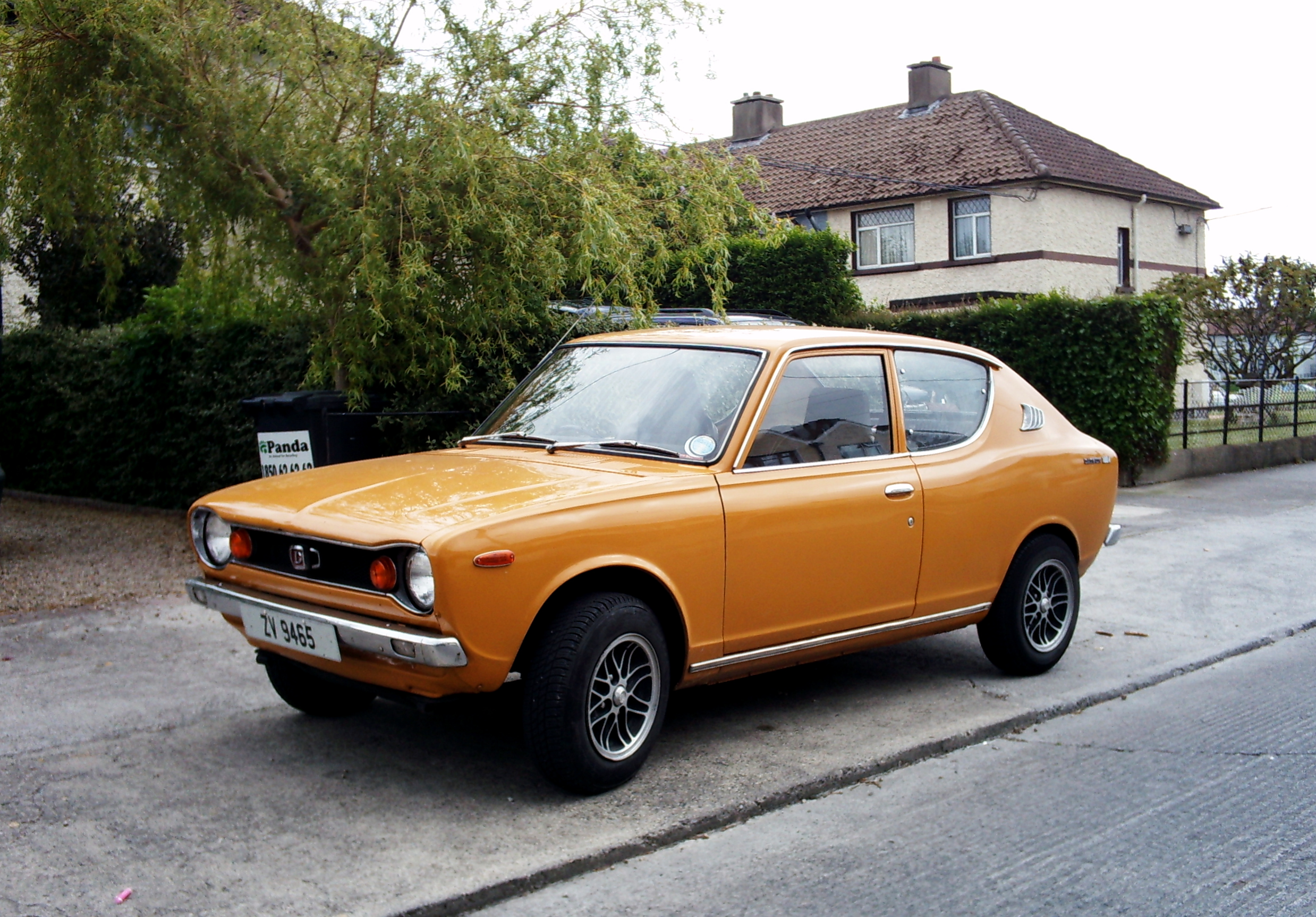
Datsun 100A / Nissan Cherry, на котором основана Satsuma AMP

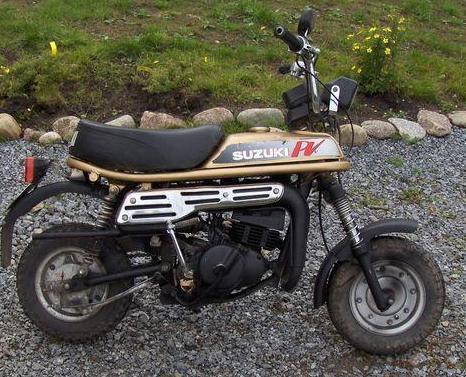
Suzuki PV 50, на основе которого был создан мопед в игре

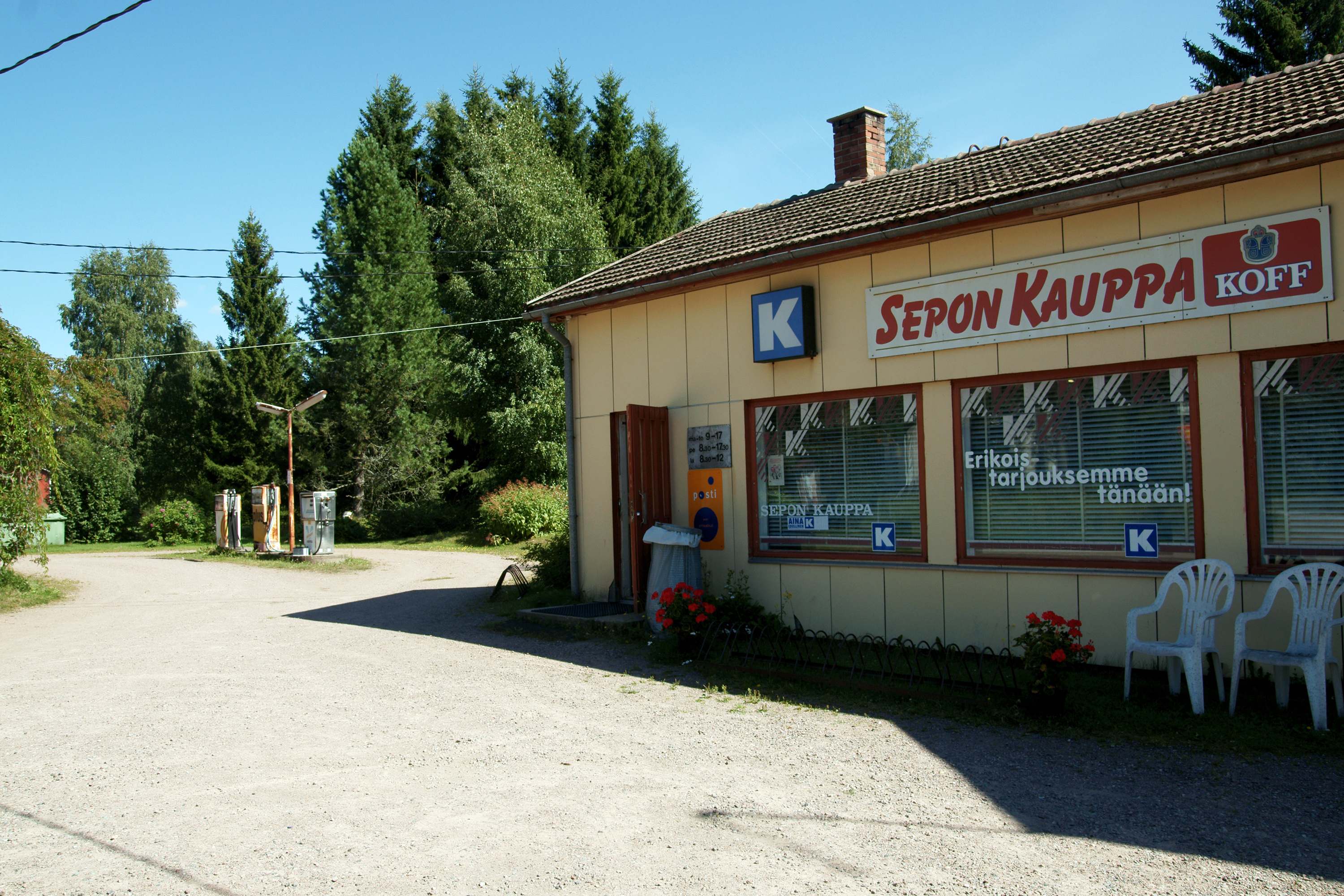
Магазин Sepon Kauppa (в деревне Юттил, община Сякюля) послужил источником вдохновения для внутриигрового магазина Teimon Kauppa

Действие My Summer Car происходит в вымышленном районе Аливиеска, Финляндия, летом 1995 года. Главный герой — парень, живущий в семейном доме, пока его родители отдыхают на Тенерифе.

### Игровой процесс
Игрок пытается собрать, восстановить и модернизировать автомобиль Satsuma AMP (созданный по образцу Nissan Cherry, он же Datsun 100A). Для этого игрок должен использовать автомобильные детали, находящиеся в гараже, а также время от времени заказывать новые детали из каталога.
В начале игры автомобиль полностью разобран, и игрок должен поместить каждую часть в правильное место, затягивая болты гаечным ключом нужного размера. Игра не даёт игроку никаких указаний относительно того, как построить машину. Хотя большинство деталей подходят друг к другу только правильно, можно неправильно собрать автомобиль, если не использовать или неправильно разместить такие детали, как например уплотняющая прокладка. Неправильная сборка автомобиля может привести к его поломке во время езды. Также игрок должен следить за уровнем бензина, моторного масла, охлаждающей жидкости радиатора и тормозной жидкости и менять сломавшиеся детали автомобиля.
Помимо создания транспортного средства, игрок должен решать различные аспекты выживания в игре, такие как утоление голода, жажды, усталости, стресса, а также принимать душ и ходить в туалет. Чтобы позаботиться о своих потребностях, игрок может покупать в магазине еду, напитки и другие товары. Игрок также может пользоваться удобствами в своем доме, такими как раковина, душ, сауна, туалет и кровать. Потребности игрока также могут быть удовлетворены путем купания в озере, употребления алкоголя, курения или успешного выполнения задач, связанных с доработкой автомобиля.
Чтобы заработать деньги на запчасти для автомобилей, топливо и покупки в магазине, игрок может выполнять различные побочные задания для людей вокруг. Задачи выполняются либо с использованием материалов из собственности игрока, либо с помощью различных транспортных средств, к которым игрок может получить доступ. Задачи включают в себя доставку дров на прицепе с трактором, использование илососа для опорожнения септиков соседей, изготовление и продажу килью, доставку старых автомобилей механику, а также подвозку пьяного соседа из городского паба рано утром. После того, как Satsuma проходит проверку в офисе техосмотра, игрок может установить определённые запасные части, которые позволяют игроку участвовать в еженедельных любительских ралли, чтобы получить шанс выиграть трофей и призовые деньги.
Помимо этих транспортных средств, есть несколько других транспортных средств, которые игрок может получить в игре. У игрока есть доступ к трактору в сарае неподалёку от дома игрока, двухтактному мопеду и двухтактному катеру у причала недалеко от дома, который позволяет путешествовать по озеру. Игрок может одолжить «маслкар» у местного механика, пока тот обслуживает транспортное средство игрока, но механик отправит в канаву его автомобиль, если игрок не вернёт маслкар вовремя. Игрок также может выиграть в карты старый универсал, кишащий осами.

## Разработка
My Summer Car в основном разрабатывается небольшой независимой командой разработчиков, состоящей из Йоханнеса Ройола («ToplessGun»/«RoyalJohnLove») и Каарины Ройола, а третьи лица помогают в написании музыки и озвучке. Закрытая разработка и бета-тестирование игры были документально подтверждены ещё в декабре 2013 года, а отрывки о ходе разработки можно было увидеть на канале Ройолы на YouTube и в Twitter. Игра была выпущена в раннем доступе через программу Steam Greenlight 24 октября 2016 года. С тех пор игра постепенно обновлялась с новыми функциями и несколько раз значительно изменялась.
29 мая 2020 года было объявлено о создании сиквела My Winter Car. 8 января 2025 года состоялся полноценный релиз My Summer Car.

## Отзывы
Игра получила в целом положительные отзывы. В рецензии для Rock, Paper, Shotgun, Брендан Колдуэлл назвал игру «Забавной, детализированной и абсолютно запутанной». Натан Грейсон в статье для Kotaku назвал игру «Капец какой заторможенной и странной, но весёлой». Как и в статье от Rock, Paper, Shotgun, Мартин Робинсон из Eurogamer сравнил кривую сложности игры с Dark Souls.
My Summer Car также получила ряд наград от финского игрового сообщества. На церемонии вручения наград Finnish Game Awards 2017 года игра получила награду Kyöpelit в номинации «Выбор игры 2016 года от народа». В 2018 году My Summer Car была занесена в Финский музей игр наряду с сотней других игр в том же году.
Летом 2018 года, благодаря уязвимости в защите Steam Web API, стало известно, что точное количество пользователей сервиса Steam, которые играли в игру хотя бы один раз, составляет 416 575 человек.